# 量産型リコ -最後のプラモ女子の人生組み立て記-
『量産型リコ -最後のプラモ女子の人生組み立て記-』（りょうさんがたリコ さいごのプラモじょしのじんせいくみたてき）は、2024年6月28日（27日深夜）から8月30日（29日深夜）までテレビ東京系「木ドラ24」枠で放送されたテレビドラマ。主演は与田祐希（乃木坂46）。
2023年に同枠で放送された『量産型リコ -もう1人のプラモ女子の人生組み立て記-』に次ぐ、量産型シリーズの第3作。本作では実家に帰ってきたリコとその家族のひと夏が描かれる。

## あらすじ
実家に帰ってきた小向璃子。祖父・仁が亡くなり、遺品整理をしていたとき、製作途中のプラモデルを発見する。璃子はその続きを製作することに。

## キャスト

### 主要人物
小向璃子（こむかい りこ）〈25〉
演 - 与田祐希（乃木坂46）
主人公。派遣社員。

### 小向家
小向侑美（こむかい ゆみ）
演 - 市川由衣
璃子の姉。
小向香絵（こむかい かえ）
演 - 佐月絵美
璃子の妹。高校生。
小向浩一郎（こむかい こういちろう）
演 - 矢柴俊博
璃子の父。地元の役場の職員。
小向由里香（こむかい ゆりか）
演 - 浅香唯
璃子の母。あるアイドルを推している。
小向仁（こむかい ひとし）
演 - 森下能幸
璃子の祖父。故人。プラモデル好き。

### 矢島模型店
仁が生前行きつけであったプラモデル店。
矢島一（やじま はじめ）
演 - 田中要次
店主。仁と生前仲良くしていた。
アオ
演 - 石田悠佳（LINKL PLANET）
アルバイト。

### ゲスト

#### 第2話
勇斗
演 - 長尾翼
璃子の従兄弟｡
叔母
演 - 和田光沙
勇斗の母。璃子の叔母。
大吉
演 - 米本学仁
山羊の飼い主。璃子から「大さん」と呼ばれている。
犬塚輝（第4話、第9話、最終話）
演 - マギー
十一町で温泉リゾート開発を進めている、ワングループ開発株式会社の社員。
猿渡敦（第9話、最終話）
演 - 与座よしあき
犬塚の部下。

#### 第3話
高木真司
演 - 望月歩
スーパーナカムラで実演販売する地元スーパー密着型アイドル。
ハル（第6話、第7話）
演 - 天川れみ（LINKL PLANET）
アオのプラモデル仲間の巫女。

#### 第6話
大石亮太
演 - 中島歩
侑美の夫。

#### 第7話
浅井祐樹
演 - 前田旺志郎
璃子の幼なじみ。

## スタッフ
- 企画・原案・プロデュース - 畑中翔太（dea / BABEL LABEL）[3]
- 脚本 - マンボウやしろ、畑中翔太、オコチャ[1]
- 音楽 - 岩本裕司、ウチダアキヒコ（クアイフ）
- オープニングテーマ - 樋口楓「アイムホーム!」（ANYCOLOR）[12]
- エンディングテーマ - LINKL PLANET「ソライロ」[13]
- 監督 - 中川和博、ヤング・ポール、中村祐太郎[1]
- プロデューサー - 漆間宏一（テレビ東京）、寺原洋平（テレビ東京）、涌田秀幸（C&Iエンタテインメント）[3]
- 制作協力 - BANDAI SPIRITS
- 制作 - テレビ東京、C&Iエンタテインメント
- 製作著作 - 「量産型リコ」製作委員会2024

## 放送日程
| 各話   | 放送日  | サブタイトル   | 脚本                  | 監督         |
| ------ | ------- | -------------- | --------------------- | ------------ |
| 第1話  | 6月28日 | 別れと出会い   | 畑中翔太              | 中川和博     |
| 第2話  | 7月05日 | リコと自由研究 | 畑中翔太              | 中村祐太郎   |
| 第3話  | 7月12日 | 母の推し事     | オコチャ ヤングポール | ヤングポール |
| 第4話  | 7月19日 | 金になる       | マンボウやしろ        | ヤングポール |
| 第5話  | 7月26日 | 峠を越えたい   | 畑中翔太              | 中川和博     |
| 第6話  | 8月02日 | リアルを求めて | マンボウやしろ        | 中村祐太郎   |
| 第7話  | 8月09日 | 隣に立つために | マンボウやしろ        | ヤングポール |
| 第8話  | 8月16日 | 行くよ、香絵!  | 畑中翔太              | 中川和博     |
| 第9話  | 8月23日 | 十一町奪還計画 | オコチャ              | 中川和博     |
| 最終話 | 8月30日 | 小向家、解散!  | 畑中翔太              | 中川和博     |

## 登場プラモデル
| 各話   | プラモデル                                                                               | 作成者                                               | 出典   |
| ------ | ---------------------------------------------------------------------------------------- | ---------------------------------------------------- | ------ |
| 第1話  | BANDAI SPIRITS HG 1/144 ガンダムバルバトス                                               | 小向璃子                                             | [ 1 ]  |
| 第2話  | BANDAI SPIRITS プラノサウルス ティラノサウルス                                           | 勇斗                                                 | [ 15 ] |
| 第3話  | BANDAI SPIRITS 30MS 櫻木真乃                                                             | 小向由里香、小向璃子                                 | [ 16 ] |
| 第4話  | BANDAI SPIRITS HGUC 1/144 百式                                                           | 小向浩一郎                                           | [ 17 ] |
| 第5話  | アオシマ 1/24 頭文字D No.14 藤原拓海 AE86トレノ プロジェクトD仕様 ドライバーフィギュア付 | 小向璃子                                             | [ 18 ] |
| 第5話  | アオシマ 1/24 頭文字D No.15 高橋啓介 FD3S RX-7 プロジェクトD仕様 ドライバーフィギュア付  | 矢島一                                               | [ 19 ] |
| 第5話  | アオシマ 1/24 頭文字D No.2 高橋涼介 FC3S RX-7 第5巻 秋名対決仕様                         | アオ                                                 | [ 20 ] |
| 第6話  | BANDAI SPIRITS RG 1/144 MSM-07 量産型ズゴック                                            | 小向侑美、大石亮太、小向璃子                         | [ 21 ] |
| 第7話  | BANDAI SPIRITS Figure-rise Standard 怪獣8号                                              | 浅井祐樹、小向璃子                                   | [ 22 ] |
| 第7話  | BANDAI SPIRITS Figure-rise Standard 四ノ宮キコル                                         | 小向璃子                                             | [ 23 ] |
| 第8話  | アオシマ ゴジラ×メカゴジラ MFS-3 3式機龍                                                 | 小向香絵、小向璃子                                   | [ 24 ] |
| 第9話  | BANDAI SPIRITS HG 1/35 ランスロット・アルビオン                                          | 小向璃子                                             | [ 25 ] |
| 最終話 | BANDAI SPIRITS HGUC 1/144 ガンダムGP03 デンドロビウム                                    | 小向璃子、小向侑美、小向香絵、小向浩一郎、小向由里香 | [ 26 ] |

## 放送局
| 放送期間                | 放送時間           | 放送局         | 対象地域       | 備考                     |
| ----------------------- | ------------------ | -------------- | -------------- | ------------------------ |
| 2024年6月28日 - 8月30日 | 金曜 0:30 - 1:00   | テレビ東京     | 関東広域圏     | 製作局                   |
|                         |                    | テレビ大阪     | 大阪府         |                          |
|                         |                    | テレビ愛知     | 愛知県         |                          |
|                         |                    | テレビせとうち | 岡山県・香川県 |                          |
|                         |                    | テレビ北海道   | 北海道         |                          |
|                         |                    | TVQ九州放送    | 福岡県         |                          |
| 2024年7月3日 - 9月4日   | 水曜 0:00 - 0:30   | BSテレ東       | 全国           |                          |
|                         |                    | BSテレ東4K     | 全国           | 4Kアップコンバートで放送 |
| 2024年8月10日 -         | 木曜 23:30 - 24:00 | テレビ和歌山   | 和歌山県       |                          |

## ネット配信
| 配信開始月 | 配信サイト     | 配信料金     | 備考       |
| ---------- | -------------- | ------------ | ---------- |
| 2024年6月  | ネットもテレ東 | 広告付き無料 | 見逃し配信 |
| 2024年6月  | TVer           | 広告付き無料 | 見逃し配信 |
| 2024年6月  | Lemino         | 定額制有料   |            |